# ألفرد تتار
ألفرد تتار (بالألمانية: Alfred Tatar) هو لاعب كرة قدم ومدرب كرة قدم نمساوي في مركز الوسط، ولد في 8 أغسطس 1963 في Zillingdorf ‏ في النمسا. لعب مع أدميرا فاكر مودلينغ وفيرست فيينا ونادي فينر.